# Dracaenura
Dracaenura é um gênero de mariposa pertencente à família Crambidae.